# Nicolás Fernández de Moratín
Nicolás Fernández de Moratín (Madrid, 20 luglio 1737 – Madrid, 11 maggio 1780) è stato un avvocato, poeta e drammaturgo spagnolo.
È il padre di Leandro Fernández de Moratín.

## Biografia
Studiò giurisprudenza all'Università di Valladolid. Successivamente, divenne avvocato.
È stato membro fondatore della tertulia Fonda de San Sebastian, dove conobbe i più grandi scrittori ed intellettuali spagnoli del XVIII secolo, tra i quali citiamo José Cadalso e Tomás de Iriarte.
Ha insegnato poesia a Madrid.
In questi anni pubblicò i suoi primi versi. Il lavoro più importante è ancora oggi Arte de las putas, vademecum sulla prostituzione. È considerato il primo testo europeo a trattare l'uso del profilattico.
In campo teatrale, ha realizzato alcune tragedie minori e una commedia, La petimetra.
È conosciuto anche per essere stato uno tra i primi intellettuali europei ad occuparsi della tauromachia. Il suo componimento Fiesta de toros en Madrid è fondamentale per la generazione successiva romantica.

## Opere Principali
- Arte de las putas (testo completo), Biblioteca Virtual Cervantes.
- La petimetra (testo completo), Biblioteca Virtual Cervantes.